# Dayat Aoua
Dayat Aoua (en àrab ضاية عوا, Ḍāyat ʿAwā; en amazic ⴰⴳⵍⵎⴰⵎ ⵏ ⵄⵡⵡⴰ) és una comuna rural de la província d'Ifrane, a la regió de Fes-Meknès, al Marroc. Segons el cens de 2014 tenia una població total de 9.854 persones.